# Mateusz Kołodziejski
Mateusz Kołodziejski (* 22. Juni 2002) ist ein polnischer Leichtathlet, der sich auf den Hochsprung spezialisiert hat.

## Sportliche Laufbahn
Erste internationale Erfahrungen sammelte Mateusz Kołodziejski im Jahr 2021, als er bei den U20-Europameisterschaften in Tallinn mit übersprungenen 2,23 m die Silbermedaille gewann. Anschließend gewann er bei den U20-Weltmeisterschaften in Nairobi mit 2,17 m die Bronzemedaille. 2023 gelangte er bei den U23-Europameisterschaften in Espoo mit 2,10 m auf den zehnten Platz und im Jahr darauf verpasste er bei den Europameisterschaften in Rom mit 2,17 m den Finaleinzug. 2025 wurde er bei der 1. Liga der Team-Europameisterschaft in Madrid mit 2,21 m Sechster im A-Finale, ehe er bei den World University Games in Bochum mit 2,20 m den vierten Platz belegte.
2022 wurde Kołodziejski polnischer Meister im Hochsprung.